# Низијска дугоноса веверица
Низијска дугоноса веверица (лат. Hyosciurus ileile, енгл. Lowland long-nosed squirrel) је сисар из реда глодара (Rodentia) и породице веверица (Sciuridae).

## Распрострањење
Ареал врсте је ограничен на острво Сулавеси у Индонезији, које је једино познато природно станиште врсте.

## Станиште
Станиште врсте су шуме.

## Угроженост
Ова врста се сматра рањивом у погледу угрожености врсте од изумирања.